# Jarkko Oikarinen
Jarkko Oikarinen (Kuusamo, Finlândia, 16 de agosto de 1967) é um cientista da computação finlandês, que desenvolveu o protocolo de internet chamado IRC, muito utilizado para conversação.
Jarkko Oikarinen escreveu o IRC em 1988. O trabalho começou em agosto daquele ano e o objetivo era criar um sistema de teletexto comunitário que rodasse em TCP/IP com recursos avançados, como conversa pública massiva entre milhares de usuários separados por canais e com mensagens privadas entre eles. Eles diziam que o IRC seria um complemento e até um avanço da Usenet, pois permitiria encontro massivo de grupos em tempo real. Os amigos de Jarkko, Markku Järvinen e Vijay Subramaniam ajudaram na concepção dos clientes e servidores. As primeiras redes surgiram na Finlândia e rodavam em servidores de universidades.